# Aéroport de Badajoz
L’aéroport de Badajoz (code IATA : BJZ • code OACI : LEBZ) est l'aéroport de Badajoz en Espagne.

## Situation
| \| 100 km1:11 216 000 \| Alicante Almería Andorre Badajoz Barcelone Bilbao Burgos León Castellón · de la Plana Ceuta Gérone Grenade Ibiza Jerez La Corogne Lleida Logroño Madrid Málaga Melilla Minorque Murcie Oviédo Palma de · Majorque Pampelune Reus Sabadell Saint-Jacques Saint-Sébastien Salamanque Santander Saragosse Séville Valence Valladolid Vigo Vitoria |
| 100 km1:11 216 000 |

Voir les Îles Canaries

## Compagnies et destinations
| Compagnies | Destinations                                                                             |
| ---------- | ---------------------------------------------------------------------------------------- |
| Iberia     | Barcelone-El Prat, Madrid-Barajas En saison : Las Palmas/Gran Canaria, Palma de Majorque |

Édité le 12/02/2020  Actualisé le 22/04/2023